# Chronica principum Poloniae
Die Chronica principum Poloniae (deutsch: Chronik der Fürsten Polens; polnisch Kronika książąt polskich) wurde in den Jahren 1382–1386 in Schlesien zusammengestellt. Als Autor gilt Peter von Pitschen (Piotr z Byczyny 1328–1389), Kanoniker am Brieger Kollegiatstift St. Hedwig.[]

## Inhalt
Das Werk stellt die Geschichte von den sagenhaften Anfängen Polens bis in die Gegenwart des Chronisten dar. Es ist thematisch in zwei Teile gegliedert: der erste stellt die weltliche Herrschaft der Piasten dar, der zweite die Geschichte des »Episcopatus Vratislaviae« (Bistums Wratislaw/Breslau).
Trotz des 1335 zwischen dem polnischen Seniorherzog Kasimir dem Großen und dem König Johann von Böhmen abgeschlossenen Vertrages von Trentschin, der 1348 nochmals im Vertrag von Namslau durch den böhmischen König Karl IV. und den polnischen König Kasimir den Großen bestätigt wurde, betonte der Autor der Chronik die historische Zugehörigkeit Schlesiens zu Polen und des schlesischen Adels zum polnischen Adel.

## Frühere polnische Chroniken
- Die vierbändige »Chronica seu originale regum et principum Poloniae«, auch kurz »Chronica Polonorum« („Chronik der Polen“) genannt, wurde 1190 und 1208 vom Krakauer Bischof Vinzenz Kadlubek geschrieben, wahrscheinlich im Auftrag des Königs Kasimir II.
- Die »Cronica et gesta ducum sive principum Polonorum«, auch kurz »Gesta principum Polonorum« („Taten der Fürsten der Polen“), entstand zwischen 1112 und 1118 in der Regierungszeit Bolesław III. Schiefmunds. Über die Herkunft des traditionell als Gallus Anonymus bezeichneten Autors gibt es verschiedene Hypothesen. Sicher ist nur, dass er nicht aus Polen stammte.[2]